# Борлер
Борлер (нім. Borler) — громада в Німеччині, розташована в землі Рейнланд-Пфальц. Входить до складу району Вульканайфель. Складова частина об'єднання громад Кельберг.
Площа — 4,54 км2. Населення становить 74 ос. (станом на 31 грудня 2020).